# 브랜던 라라쿠엔테
브랜던 라라쿠엔테(영어: Brandon Larracuente, 1994년 11월 16일 ~ )는 미국의 남자 배우이다. 2015년 드라마 《블러드라인》에서 벤 레이번 역, 2017년 드라마 《루머의 루머의 루머》에서 제프 앳킨스 역으로 잘 알려져 있다.